# Sattar Khan
Sattar Khan, född 1868 i byn Janali utanför Tabriz i provinsen Azarbaijan i nordvästra Persien, död 9 november 1914, var en iransk general av azerisk härkomst. Han betraktas som en av Irans största nationalhjältar.
Sattar Khan blev en stor general under den persiska författningsrevolutionen 1906-1911, när han ledde människor från Azerbajdzjan, Gilan och Bakhtiari till Teheran för att protestera mot att kung Mohammad Ali Shah Qajar hade avskaffat författningen. Detta resulterade i att författningen återinfördes och Mohammad Ali avsattes. När Khan återvände till Tabriz hyllades han som nationalhjälte.